# Hypercalymnia gloriosa
Hypercalymnia gloriosa là một loài bướm đêm trong họ Noctuidae.